# Rashid Nezhmetdinov
Rashid Gibiatovich Nezhmetdinov (15 de diciembre de 1912 - 3 de junio de 1974) fue un jugador y escritor de ajedrez soviético.

## Primeros años
Nezhmetdinov nació en Aktubinsk, Imperio Ruso, en lo que hoy es Aktobe, Kazajistán, de etnia tártara. Nezhmetdinov tenía un talento natural tanto para el ajedrez como para las damas. Aprendió el ajedrez viendo a otros jugar en un club de ajedrez, con lo cual desafió a uno de los jugadores, ganó, y luego desafió a otro jugador, ganando ese juego también. A los 15 años jugó el Torneo de Pioneros de Kazán, ganando los 15 juegos. También aprendió a jugar damas en ese momento.

## Carrera ajedrecística
Durante la Segunda Guerra Mundial, Nezhmetdinov sirvió en el ejército, retrasando así el progreso de su carrera ajedrecística hasta 1946. 
Nezhmetdinov era un jugador imaginativo, de ataque. La FIDE le concedió el título de Maestro Internacional por su segundo puesto detrás de Korchnoi en Bucarest 1954, la única vez que pudo competir fuera de la Unión Soviética. A pesar de su extraordinario talento, nunca pudo obtener el título de Gran Maestro. 
Nezhmetdinov ganó una serie de partidas contra campeones del mundo como Tal y Spassky. También tuvo éxito frente a grandes maestros de talla mundial, tales como Bronstein, Polugaevsky y Geller. 
La partida Polugaevsky-Nezhmetdinov de Sochi 1958 es considerada como una de las mejores partidas de ajedrez de la historia, luego de un brillante sacrificio de dama por parte de Nezhmetdinov.

## Frases sobre Nezhmetdinov
- "Nadie ve combinaciones como Rashid Nezhmetdinov." Mijaíl Botvinnik
- Nezhmetdinov es "el maestro más grande de la iniciativa." Lev Polugaevsky
- "Sus partidas revelan la belleza del ajedrez y te hace enamorarte del ajedrez, no tanto por los puntos y los primeros lugares, sino por la maravillosa armonía y elegancia de este mundo en particular." Mijaíl Tal
- "Rashid Nezhmetdinov es un virtuoso del ajedrez combinacional." David Bronstein